# 超人力霸王銀河S
《超人力霸王銀河S》（日語：ウルトラマンギンガS，英語：Ultraman Ginga S）是由圓谷製作所製作的特攝電視劇，於2014年7月15日至12月23日於東京電視台系列頻道播映，全16話。

## 概要
故事時序
| 銀河（2013年）          |  |
|                         |  |
| 銀河S（2014年）         |  |
|                         |  |
| 銀河S：電影版（2015年） |  |
|                         |  |

本作為2013年特攝劇《超人力霸王銀河》的續篇作品，時間點則發生於前作2年後的後日談。片名中的「S」為「Storium」首字母，指的是超人力霸王銀河在本作出現的新形態。此外在前作就以登場的英雄「超人力霸王銀河」仍為本作主角。並加入與主角方價值觀相異的全新戰士「超人力霸王勝利」作為一大亮點。製作方面相較於前作，本片規模有所擴大，如微縮特效的擴大以及背景地點的增加。拍攝時間為2014年3月至8月中旬。
這部作品的策劃從上一部作品的播出就已經提前進行，然而由於平成超人力霸王的電視劇系列是在長時間的停頓之後才播出，為了向孩子繼續展示超人力霸王，因此決定繼續播映《超人力霸王列傳》而不暫停系列的播映由於之前的作品《銀河》是全新英雄，但該部作品的篇幅僅有13話，而且還有連續發布火花人偶玩具的行策需要進行，所以為了更深入地挖掘前作的角色，因而將原訂出現過的新劇集《超人力霸王勝利》主角的定位，將其是以搭檔英雄的形式登場，而新作則再次變成以「銀河」為主角的作品，此外本作品除了大幅增加《銀河》世界觀的設定之外，也加入根據新的超常現象，為準備應對危機而新設立的特蒐隊——UPG（全稱：Ultra Party Guardians）。守護者神秘的能量水晶體“勝利源晶”的地底居民“勝利族人”，標準勝利源晶的宇宙人——奇布魯星人以及他的手下組成的人工智能和怪獸們等等的設定，將前作小品的規模再度升級。
除了前作登場的根岸拓哉和草川拓弥之外，所有前作演員與製作陣容在本次幾乎更新，導演從前作的阿部雄一更換成曾擔任《大怪獸格鬥_超銀河傳說_THE_MOVIE》導演的坂本浩一擔任，該者也曾執導假面騎士系列、超級戰隊系列的多部TV作品，編劇則從長谷川圭一則是由小林雄次與中野貴雄兩人擔任。此外，本作登場的新演員大多數都是由坂本本人所推薦。

### 風格
與之前描繪高中生青春的作品不同，本作是以前作的主角「禮堂光」邁入成年以後的故事，以與不同價值觀的關係作為中心，此外還提出了「怪獸是朋友」的主題，與之形成對比的則是敵役角色切爾布星人艾克塞被描繪成一個將怪獸和部下視為工具的冷酷性格。因此，由敵方轉為友方的安德羅伊德·OneZero的劇情也是該劇的重要元素。。此外圍繞最終階段所發展的維多利亞加農炮，則是聚焦在關於人類科學技術的失控，這是迄今為止系列中頻繁出現的政治議題，但在這部作品中則是受到福島第一核電站之後的社會狀況影響而發展。。

## 故事大綱
有史以來，圍繞神秘的能量晶石“勝利源晶”引起古代人之間爭鬥的時候，宇宙飛來的謎一樣的巨人——超人勝利，給了古代人的“被選中者”能變成自己的裝置，為戰爭標上了終止符。
在超人力霸王銀河與暗黑路基艾爾的戰爭結束的2年後，為了執行某個目的，想強取在地底封印的勝利源晶而現身的宇宙人奇布魯星人艾克塞拉，往地球輸送了安德羅伊德·OneZero。
地球人、維克特利安原住民、以及侵略宇宙人，將展開三方勢力交鋒的故事。

## 故事背景
- 降星市
- 雫山之丘

- 勝利聖域族（ビクトリアン）

是太古時期為了守護「勝利源晶」，而將生活圈轉移到地底的種族的末裔，於地底過著自給自足的生活，與人類不再相關，過著與世無爭的和平生活。
過去考慮到勝利源晶強大的力量終有一天會不知不覺的使世界滅亡，透過超人力霸王勝利授予的「勝利聖槍」將源晶封印在了地下世界，並開始擔當守護人的使命。
- 火花人偶（Spark Dolls）

前作《銀河》就已登場，是超人力霸王和怪獸因受到暗黑火花的力量而變成的軟膠。

## 登場人物

### U.P.G
| 角色                         | 演員                    | 配音                          | 介紹 |
| 禮堂光 （）                  | 根岸拓哉                | 吳國棟（香港） 宋昱璁（台灣） | 本作主角，超人力霸王銀河的變身者，19歲， 在前作《銀河》中，兩年前回到降星鎮時意外獲選為能變身銀河的資格，並在太郎和眾夥伴們的幫助下一同阻止了暗黑路基艾爾的陰謀。最後在與銀河分別後，以世界第一的冒險家為目標展開環遊世界的冒險。在兩年後即本作第1話時，在墨西哥的尤卡坦半島旅行中偶然發現勝利聖域的存在，並在其訪問的雫山之丘上遭遇了奇特事件。在危機中的思念與從宇宙歸來的銀河再度共鳴，並以光芒點亮了銀河火花再度與銀河一體化，而因在戰場的活躍而被特蒐隊『U.P.G』的陣野隊長所賞識，因此加入了U.P.G成為旗下的新隊員。 擁有強烈的正義感，被陣野隊長評價為有著即便遇到再大的困境也能逆難而上的少年。原本只是喜歡冒險因而好奇心特別旺盛，為誰而拼命努力的身姿吸引著大家。隨著劇情發展和翔等人成為與患共難的夥伴，在最終話與翔聯手消滅了黑暗路基艾爾。並繼續為了保衛地球而戰鬥。 在《超人力霸王X》中則再度活躍登場。 |
| 翔 （）                      | 宇治清高 童年：溝口怜冴 | 張立昂（台灣）                | 本作主角，超人力霸王勝利的變身者。 是來自地底之民·勝利聖域的青年，由於為勝利聖域的命脈之源「勝利源晶」遭到敵人盯上。為了從這危機之中守護地底，而被基薩拉女王授予了「勝利聖槍」後前往地上世界。。 具有嚴格和堅忍的性格，起初為了獨自完成自己的使命，不想要與地上世界的人類有太多瓜葛。但是在小光及亞里莎等人的影響下，他堅決的主見才逐漸改觀，最後不但敞開心扉，與地上的人們結下深刻友誼。更成為與小光與患共難的好搭擋，並在最終話與小光聯手消滅了黑暗路基艾爾。 私下有著喜歡吃巧克力威化餅的一面，在電影版中則成為U.P.G的新成員，並繼續為了保衛地球而戰鬥。 在《超人力霸王X》中則再度活躍登場。 |
| 杉田亞里沙 （）              | 瀧裕可里                | 陳貞伃（台灣）                | U.P.G首屈一指的武鬥派隊員，也是最初隊伍中唯一的女成員，19歲。 在過去曾是國際防衛機構的成員，由於U.P.G的成立和神山長官的計劃而進入了U.P.G工作，是實戰中其力量不容小覷，高精度的射擊能力不容許任何人超過的強悍戰士。而且也是UPG的特蒐車『シュナウザー』（Schnauzer）的主舵手，此外她的操縱技術也十分一流。 在現場指揮是隊長一般的存在，能夠在現場同步正確執行隊長的命令，她對隊長也是信賴有加。為了保護家園而持續努力的結果，也是她待在U.P.G繼續做下去的自信。 因美貌出眾常被好色的豪氣調戲，每當此時，她便會憤怒的用鐵拳功教訓豪氣，此外也對剛加入隊伍的小光相當照顧，更對其有著一種朦朧的情愫。並在15話得知小光和翔兩人就是銀河和勝利的真實身份。 在《超人力霸王X》中則再度活躍登場。 |
| 陣野義昭 （）                | 大浦龍宇一              | 孟慶府（台灣）                | U.P.G的隊長，43歲。 過去曾是國際防衛機構特種部隊的一員，在第1話在雫山之丘見識到小光的活躍，讓其加入了U.P.G。 平時在UPG基地的指令室裡採取指揮行動，在桌上有很多賞葉植物，有喝香草茶的習慣。 雖然在他周圍有著安靜的氣氛，但是他的行動觀察，作戰指揮能力的正確性有著隊員們的深厚支持。 不單單是隊員，在面臨危機的區域進行避難指揮也十分快速，是能夠守護眾多生命，值得信賴的隊長，在15話得知小光和翔兩人就是銀河和勝利的真實身份。 |
| 松本豪氣 （）                | 加藤貴宏                | 陳彥鈞（台灣）                | 在U.P.G名副其實，有豪氣之稱的豪爽隊員，24歲。 格鬥能力很高，擁有空手道黑帶的資格。經常和有佐一起去現場戰鬥。其措辭和行動被人認為十分枯燥，但他的魅力，是在熱情和深厚的家鄉愛（雫山之丘出生）守護著許多人。 十分關照剛剛入隊的小光，有著深刻的輩觀，因此在家鄉的後輩也十分仰慕著他。無論多大的苦難都能無限燃燒，其驕傲的毅力讓人覺得能跨過任何艱難。其正是代表UPG的毅力所在。在第12話中曾透露自己是千草的狂熱粉絲，在15話得知小光和翔兩人就是銀河和勝利的真實身份。 |
| 一條寺友也 （）              | 草川拓彌                | 孟慶府（台灣）                | U.P.G的勤務員及科學顧問，同時也是大企業一條寺康采的公子，19歲。 是前作《銀河》就已登場的主要角色，在兩年前是來到降星市，沉默寡言的神秘轉校生。然而與小光等人相遇後則知曉了羈絆的重要。之後則成為了小光的得意助手，並在太郎和夥伴們的幫助下一同阻止了暗黑路基艾爾的陰謀。 和過去相比，現在的性格相處起來則更加融洽，同時對怪獸的資料數據知曉得十分詳細。平時在所轄的「一條寺實驗室」分析和研究未知的物質。當敵人出現時，雖自己不能親自參加戰鬥，但可以分析數據將敵人的情報傳達給隊員們。更是少數知情小光能變身成銀河的角色之一。 |
| 咲夜 （）                    | 小池里奈                | 李昀晴（台灣）                | 來自地底之民·勝利聖域的少女，同時也是勝利聖域祭壇的女官。平時被作為基薩拉公主一般照顧。 把翔視為哥哥一般仰慕，十分在意翔去地上作戰的事情。擅長照顧人，經常告知其弟弟雷比不要做危險的事情，並讓其與自己一起行動。雖說如此，但對於地上世界還是有著一定的興趣，並在探索之餘開始喜歡上地上世界可愛和時尚的東西。 在電影版中加入U.P.G的行列，並抱持著爭取地球上的和平與翔一同作戰。 |
| 瑪娜 安德羅伊德·OneZero （） | 最上Moga                | 李昀晴（台灣）                | 本作最初的敵役角色，是切布爾星人艾庫澤拉向地球派去的機器人，外表年齡25歲。 接受艾庫澤的指令，並執行奪取地下命脈之源「勝利源晶」的任務。率領眾切布諾伊德兵與小光和翔，U.P.G隊員等人展開前線對決。 雖然外觀是嬌小可愛的女孩樣子，但是內藏著令人難以置信的戰鬥力，擅長踢技。同時為了完全變成人類的機能而製作了感情迴路。 在第9話因被艾庫澤拋棄而被扔在地球時被路過的美玲發現，在美玲的幫助下感化，並被取名為「瑪娜」開始協助U.P.G等人。 在最終話為了幫助翔奪回謝帕頓的火花玩偶，在犧牲自己的情況下使基地系統失靈，幫助銀河和勝利打敗黑暗路基艾爾。死前將自己的數據保存在基薩拉女王的水晶項鍊中，在電影版於友也的技術下成功復活，並加入U.P.G的行列。 |

### 地底居民
| 角色            | 演員                    | 配音           | 介紹 |
| 基薩拉女王 （） | 山本未來                | 李昀晴（台灣） | 地底世界·勝利聖域的女王。因為面臨勝利源水晶被奪走的威脅而現身。授予翔勝利聖槍，給予了其超人勝利的力量，講他送到地上。十分冷靜，給予向地上出發的筱以忠告。有著對全部生物抱有慈愛之心，非常善良。祈求著勝利聖域能和地上世界獲得平穩。                                                 |
| 雷比 （）       | 山田日向                | 陳貞伃（台灣） | 咲夜的弟弟。和姐姐咲夜一起居住在勝利聖域的祭壇。 把翔視為大哥一般的存在，也對勝利的傳說抱著強烈的憧憬。因為好奇心旺盛對地上世界抱著強烈的興趣，因為其靜不下來和頑皮的性格讓姐姐咲夜十分頭疼。就這樣也有時候讓大家擔心，十分崇向勝利聖域和翔的力量，而因此不斷努力，充滿勇氣地行動。 |
| 卡姆辛 （）     | 斎藤洋介                | 陳彥鈞（台灣） | 勝利聖域的祭壇，也是基薩拉女王的親信。 十分憂慮勝利聖域的危機，經常和基薩拉女王交談，交換意見。並因此被女王所信賴。一直關注著勝利聖域的和平和在地上世界活動的翔。 |
| 陽愛 （）       | 春川芽生 童年：本間菜穂 | 陳貞伃（台灣） | 第6話,第7話,第15話和最終話登場，過去曾是太古時期勝利聖域的女戰士，擁有使用「勝利聖槍」資格的能力，曾魔獸實體化為哥莫拉。 很長一段時間被囚禁在不同的地方，隨著他每個朋友的消失，他對勝利聖域的仇恨也與日俱增。                                                                       |

### 其他登場角色
| 角色          | 演員     | 配音 | 介紹 |
| 石動美鈴 （） | 宮武美櫻 |      | 第9話和最終話登場，前作《銀河》的女主角，19歲。 是一位善良又美貌出眾的女孩，同時也是小光的青梅竹馬，夢想是成為日式糕點師。 在兩年前是居住在降星市的高中生。與小光等人捲入事件後，在太郎及夥伴們的幫助下一同阻止了暗黑路基艾爾的陰謀。更是少數知情小光能變身成銀河的角色之一。在第9話得知小光成為U.P.G隊員後，又想著友也，千草，健太等人皆實現了自己的夢想而心生自卑。在上山尋找糕點大賽需要的食材時意外發現了安德羅伊德，後通過自己的善良，感化了安德羅伊德，也是幫其取名為「瑪娜」的命名人。在最終話作為災情志願者來到了雫山之丘，並現身安慰鼓勵迷茫的小光，兩人則攜手共迎最終的決戰。                                                                        |
| 渡會健太 （） | 大野瑞生 |      | 最終話登場，前作《銀河》的主要角色，19歲。 在兩年前是居住在降星市的高中生。與小光等人捲入事件後，在太郎及夥伴們的幫助下一同阻止了暗黑路基艾爾的陰謀。更是少數知情小光能變身成銀河的角色之一。 老家是降星鎮一間小小照相館，在本作中終於實現成為一名專業攝影師的夢想，曾負責拍攝千草專輯的封面照片，在最終話中由於目擊雫山之丘的災情，為了幫助小光等人體提出於網路上舉辦直播節目的提議，並使千草唱歌來給予市民們勇氣。 |
| 久野千草 （） | 雲母     |      | 第12話和最終話登場，前作《銀河》的主要角色，19歲。 在兩年前是居住在降星市的高中生。與小光等人捲入黑暗火花事件後，在太郎及夥伴們的幫助下一同阻止了暗黑路基艾爾的陰謀。更是少數知情小光能變身成銀河的角色之一。 在本作中終於實現成為知名偶像的夢想，為了幫助雫山之丘的重建援助計畫而特地舉辦現場表演，然而卻再次捲入怪物災害的襲擊，並成為嘎次星人的攻擊目標，但及時被頭號粉絲傑斯拯救。在得知傑斯實為梅特龍星人後，但由於過去的戰鬥經歷並未表現出任何不安，反而更對拯救自己的外星人歌迷表達感謝之意，在戰鬥時為了激勵梅特龍星人而唱歌，並幫助其取得勝利。在最終話中由於目擊雫山之丘的災情，為了幫助小光等人而在網路上舉辦直播節目，並藉由唱歌來給予市民們勇氣。 |
| 神山政紀 （） | 岡田浩暉 |      | 第13話至最終話登場，U.P.G所轄機構「國際防衛機構」的長官。 |

## 本作登場的超人力霸王

### 超人力霸王銀河
/ Ultraman Ginga（杉田智和 聲演）
本作登場的超人力霸王戰士，是來自未來銀河的霸者，本體以人偶狀態隱藏在銀河火花里，當充滿勇氣的心與銀河相呼應時，主人公禮堂光即與銀河一體化，現出巨大化的身姿。唯一擁有與暗黑路基艾爾相當的實力。
在兩年前與小光等人黑暗路基艾爾的決戰後離開了地球，在本作所引導下，與小光再度合為一體，讓銀河重新回到保衛地球的戰線上，並獲得了全新型態。
- 人間體:禮堂光
- 身高:微型~無限（未知數）
- 體重:微型~無限（未知數）
- 活動時間：3分鐘，觉醒后無限
- 水晶:銀河沒有形態變換的說法，只是在使用技能瞬間身上的水晶會變換顏色。

銀河的外觀穿戴著“等離子火花”製成的特殊甲胄。身體是紅銀相間的左右對稱花紋，頭部、雙耳、胸前、肩部、手腕、雙腿均鑲嵌有由“等離子火花”組成的藍色水晶。

#### 變身器
- 銀河火花（ギンガスパーク）

能使禮堂光變身成銀河的道具，光之國傳說中的兩個神秘道具之一，是與黑暗火花對立的存在。太郎稱之為「解開黑暗詛咒的唯一希望」。
持有者能把超人力霸王或怪兽的玩偶进行超实体化（ウルトライブ，Ultra Live），并在内部控制其行动。
中途可以替换人偶进行超实体化。但个别人偶不能实体化。可以變成一把藍色的流星槍。
不過一次實體化變身的戰鬥時間只有3分鐘左右，超過時限則會讓禮堂光陷入危險。
- 斯特利姆手鐲（ギンガスパーク）

- 超級融合手鐲（ウルトラフュージョンブレス）

#### 必殺技
- 銀河屏障

用手擋在身前，做出一个星系狀屏障，可擋住對手的進攻。
- 銀河雷電擊

首先從自身頭部，雙臂和胸口處向天空中釋放電擊能量產生烏雲，之後集中烏雲中的能量，然後左手穩定能量，並用右手放出聚集的電擊對目標造成極大的電擊傷害！用此招將閃電達蘭比爾擊敗。
- 銀河火焰球

讓自己全身變為红色，周圍被火焰球圍著，蓄力再由右拳向前 ，周圍的火焰球就迅速向前飛近，造成高熱度的巨大傷害。用此招將凱姆爾人擊敗。
- 銀河聖劍

從右腕的水晶中伸出銀色的巨劍，蓄力向地上砍去，噴出岩漿，造成巨大的傷害，用此招將龎敦王秒殺。
- 銀河慰藉

將身上的綠色光芒匯集到右手，形成綠色的感化能量，然後讓光芒飛到怪獸上空，利用光的力量使怪獸變回人偶形態。
- 銀河閃斬

將能量聚集到頭部，從頭部發出深邃的紫色光刀，產生巨大的威力，用此招给予詹殺手嚴重的傷害。
- 銀河穿擊光線

集中全身所有银河水晶的光芒，让银河穿击光线从手臂发出，对敌人造成致命伤害，用此招将巴尔基星人击败。
- 银河日光

全身水晶发出粉色的光芒，将能量汇聚到双手手臂，从双手发出银河日光光线，用强大的光之能量将黑暗焚烧殆尽。此招由礼堂光和石动美玲同时控制银河释放；击败了巨大化的超级怪兽超级古兰特王和暗杀宇宙人灰色纳克尔星人。
- 银河ESPECIALLY

聚集银河所有的力量，在面前形成银河系状的能量球，然后迸发出去，造成巨大的破坏，威力及其巨大，足以摧毁直径1km以上的陨石。

#### 型態變化
- 銀河斯特利姆（ウルトラマンギンガストリウム）

超人力霸王銀河的強化型態，是因對同伴思念的小光，超人力霸王太郎把斯特利姆手鐲託付給了銀河。在銀河火花的頂部（Lead）與其接觸後所變化的姿態。
擁有太郎所給予的超人六兄弟力量，可使用超人六兄弟的全技能。
- 外觀:在银河斯特利姆的额头出现了和太郎一样的光束灯，甚至装备了太郎的护甲。
- 活動時間：3分鐘，觉醒后無限。

- 佐菲的力量

M87光线，佐菲的必杀光线，也会使用佐菲的Z光线。
- 初代超人力霸王的力量

斯派修姆光线，初代超人力霸王的必杀光线，也会使用初代超人力霸王的超人切割。
- 超人力霸王七號的力量

集束射击，超人力霸王七號的必杀光线，也会使用超人力霸王七號的艾梅利姆光线。
- 超人力霸王傑克的力量

超人射击，超人力霸王傑克的必杀光线，也会使用超人力霸王傑克的超人屏障。
- 超人力霸王衛司的力量

梅塔利姆光线，超人力霸王衛司的必杀光线，也会使用超人力霸王衛司的冲击镭射。
- 超人力霸王太郎的力量

斯特利姆光线，超人力霸王太郎的必杀光线，也会使用超人力霸王太郎的苍蓝激光。
- 超人六兄弟的力量

宇宙奇蹟光线，將超人六兄弟的所有的力量合為一體的必殺光线，超人六兄弟最強招式，威力僅次於銀河ESPECIALLY。
- 超人六兄弟和銀河的力量

宇宙奇蹟ESPECIALLY，將超人六兄弟和銀河所有的力量合為一體的最強光线，银河斯特利姆最強招式，威力勝於銀河ESPECIALLY。

### 超人力霸王勝利
本作首次登場的超人力霸王戰士，是遠古時代是地底人民的保護神，與守護維克特利姆的地底聖獸謝帕頓交手過，平息了謝帕頓的暴走後下落不明，從此也變成了傳說中的巨人。
這份傳說，伴隨著勝利聖槍在維克特利安流傳到現世。
在本劇因危機到來，基薩拉女王將神秘的道具「勝利聖槍」授予了青年翔，並派他向地上世界進發，讓他和超人力霸王勝利一體化。而翔最後則和不打不相識的禮堂光與翔結為好友，並和銀河共同守護地球，聯手擊敗了維克特路基艾爾等多個強敵。
- 人間體:翔
- 身高:微型~無限（未知數）
- 體重:微型~無限（未知數）
- 外觀:黑紅色調構成的體表
- 活動時間：3分鐘，觉醒后無限。

此外，特殊能力「超級變形(UItra Lance)」能在右腕將變為火花人偶的怪獸的身體的一部分實體化作為自己的武器戰鬥。
例如將EX紅王的巨大拳頭實體化以怪力和敵人戰鬥，還有將艾雷王尾巴實體化的「艾雷王之尾」（エレキングテイル）等各種變化。

#### 變身器
- 勝利聖槍（ギンガスパーク）

能使翔變身成勝利的道具。
- 騎士光刃（ナイトティンバー）

#### 必殺技
- 勝利射线

勝利的必殺光線，双手臂在空中比划出V字右臂高举空中聚集能量，再将手摆成L型，从右臂发光部位发射V型光线。也有省略准备动作直接发射的情况。[4]
- 勝利高能拳

把能量聚集到拳头，使出猛烈冲拳。
- 勝利高能踢

把能量聚集到右腿，跃起并朝着敌人踢过去。
- 勝利斩击

从挥动腿部，从腿部的发光部位发出斩击光线。可以连续多次发射。
- 勝利轰爆

从头部发光部位发出的火焰冲击。
- 勝利ESPECIALLY

从身体的各个部位发出的龙型冲击。

#### 型態變化
- 勝利騎士（ウルトラマンビクトリーナイト）

#### 在其他作品的登場
《超人力霸王X》: 第13及14話
《超人力霸王大河》: 第1話
- 電影

《超人力霸王銀河S:決戰！超人10勇士！》（2015年）
《超人X大電影_我們的超人來了》（2016年）
《超人力霸王Orb 絆之力，請借我一用吧》（2017年）
《超人力霸王大河 :新世代巔峰戰》（2020年）
- 網路劇集

《超級銀河格鬥 新生代英雄》（2019年及2020年）

## 本作登場的防衛組織

### I.D.O
全名「International Defence Organization」（國際防衛機構）。
是因防禦超自然現象和怪獸而創立的軍事防衛機構，由神山政紀擔當長官。

### U.P.G
全名「Ultra Party Guardians」（特蒐隊），總部設置在位於雫山之丘的臨時基地「Live Base」。
是由I.D.O所創立的小型防禦組織，它們的主要任務主要是調查雫山之丘的超自然現象以及怪獸、宇宙人及地底人的存在，由於才剛創立不久，因此當前所使用的設備和人員是仍然不足的狀態
不過在神山政紀的財政支持，此隊伍的規模則正在擴大。成員進行各種任務時，應會優先研究，應對災難和攻擊怪物，並使用口號「Got it！」（意思是“確定”）的口號答覆訊息。
似乎知曉前作的舞台降星市發生怪獸災害的資訊，並且也已經知道超人力霸王銀河的存在。

## 登場怪獸
- 謝帕頓（シェパードン/Sheperdn）

身高：48米體重：4萬8千噸
自古以來在維勝利聖域被尊崇為聖獸的地底怪獸。
　　擔當守護地底中水晶體的守護獸，在其脊背中蘊藏著含有強大能量的勝利元斤。
　　普通時候十分老實，一旦水晶體落入敵人魔爪時就立刻兇暴化起來。
死后成为的奥特武装“謝帕頓圣剑”　　Let*s 「play」
　　屆くまで叫んで
　　Let*s 「save」
　　葉うまで足掻い　
チブロイド
チブロイド
- 切布機器人

切布爾星人艾庫澤拉所操縱的人造人戰鬥員。全身被裝甲及鎧甲包裹著。在地球上活動時作為人造人·One Zero的屬下活動，對One Zero奪取維克特利姆予以支援。擁有較高的戰鬥能力，且常以復數活動。排除著對切布爾星人的計劃有所妨礙的人。
　　身高2m 
　　體重300kg
- EX雷德王

身高：14cm~49m（最大）
體重：150g~2萬4千噸（最大）
骷髏怪獸雷德王強化後的姿態。目色尖銳閃爍著紅光。全身的顏色變化為黑色的同時也體現出了高熱帶狀的赤色部分。皮膚更為厚實，雙手更是巨大化了。
除了防禦力和力量與以前完全不是一個級別之外，擅長於以兩碗叩擊大地，以爆裂出來的熔岩衝擊波向對手攻擊的攻擊方式。
- 宇宙怪獸艾雷王（エレキング/Elecking）

身高：14cm～53m(最大)
體重：150g～2萬5千噸(最大)
水陸兩棲的宇宙怪獸，頭部的角經常旋轉著，以此擾亂電波。
擅長於捲起自己帶電體質的長尾施展電擊攻擊，從嘴部釋放新月狀的放電光線等等。
- 宇宙機器人金谷橋特裝型（キングジョーカスタム/Kingjyo Custom）

身高：14cm - 55米
體重：150g - 5萬噸
『キングジョーカスタム』（金谷橋特裝型）是在以前的一般型金谷橋的右臂，換裝成擁有一擊必殺威力而自豪的ペダニウムランチャー（佩丹尼姆發射器）的特裝機。
能使用巨腕、巨腳的超級力量和佩丹尼姆發射器將敵人打得粉身碎骨。
- 無雙鐵神英普萊扎（インペライザー/Imperizer）

身高：14cm - 60米
體重：150g - 6萬噸
隱藏著驚人可能性的機器人兵器。
頭部的三聯裝加特林槍管能打出無數的光彈，兩肩的砲門也能發射出強力的激光束光線。
因為可以空間移動，所以能神出鬼沒般出現，消失。
其全身所覆蓋著的鋼鐵，成為自身無比堅硬的裝甲而自豪。
- 岩石怪獸薩德拉（サドラ/Sadora）

身高：14cm - 60米
體重：150g - 2萬4千噸
以擁有能擊碎鋼鐵的剪刀手為特徵的岩石怪獸。
其手臂能夠最大伸長至原來的五倍長，所以尖端的剪刀手捕獲到的獵物能一瞬間拉到嘴角。
利用伸縮自如的雙臂加上剪刀手能使出長距離攻擊，十分不容易避開。
- 地底怪獸古敦（グドン/Gdon）

身高：14cm - 50米
體重：150g - 2萬5千噸
以雙手的鞭子為特徵的地底怪獸。
其腕部（鞭子），能夠瞬間變得十分硬，這時可以形成槍類武器向敵人突刺/扎去。
腹部為弱點，所以戰鬥時特別用敏捷的雙鞭保護好腹部，因此該部位不容易攻擊到。
- 一角超獸巴克西姆（バキシム/Vakishimu）

身高：14cm - 65米
體重：150g - 7萬8千噸
將天空如玻璃板一般割破而出現的一角超獸。
所謂超獸，就是異次元人亞波人把地球上的動植物和宇宙生物合體後的怪獸兵器。
巴克西姆便是青蟲和宇宙怪獸合為一體後的姿態。
持有鼻尖部分的高熱彈，頭部的一角飛彈等等各種各樣的武器。
　
- 古代怪獸格莫拉（ゴモラ/Gomora）

身高：14cm - 50米
體重：150g - 2萬噸
持有學名為格莫拉扎沃爾斯（格莫拉恐龍）的古代怪獸。
有著頑強的生命力，自傲於狂鞭一般強有力的尾巴和兩腕的怪力。
被稱為通過振動頭部的角能夠在地底中挖掘前進。
- 灼焰哥爾贊（ファイヤーゴルザ/Fire Golza）

身高：14cm - 62米
體重：150g - 7萬噸
兇暴的超古代怪獸哥爾贊，積蓄烈焰岩漿能源後力量提升的姿態。
因此，堅固的皮膚和銳利的爪子，頭部放出的超音波光線也變成了更為向上，強大之物。
- 眼Q

身高：14cm-55cm
體重：150g-5萬5千噸
是突然出現在山中的大眼球，吸收了火箭中的火藥、機械等後巨大化的怪獸。
放出紫色破壞光彈，將物體吸入體內。
- 五重王

身高不明
體重不明
是頭腦星人切布爾星艾克塞拉在收集維克特利水晶能量後，將哥爾贊、眼Q、美爾巴雷丘巴斯超戈夫超合體為五重王。
在銀河奧特曼s第7集中將銀河奧特曼和維克特利奧特曼輕鬆打敗。
- 宇宙人切布爾星人艾克塞拉

身高不明
體重不明
因某些目的，以長眠於地底的維科特利姆【Victorium水晶/勝利源水晶】為目標的宇宙人。以月面基地為據點襲擊地上，並考慮奪走勝利源水晶的計劃如遊戲一般並樂在其中。
在自尊心高的同時支配欲甚強，對手下佈置以絕對服從。其因自己的高智商而得意，更開發著黑暗火花一般的東西。派人造人·One Zero和其他手下，把火花人偶進行「モンスライブ」【Mons Live，按照夢奇的套路來應該叫獸實體化，與Ultra Live對立，這裡Mons=Monster，也就是怪獸的意思】來襲擊地球。

## 主要演員名單
主演
- 禮堂光 - 根岸拓哉
- 翔 - 宇治清高（日语：宇治清高）
- 杉田亞里莎 - 滝裕可里（日语：滝裕可里）
- 松本豪氣 - 加藤貴宏（日语：加藤貴宏）
- 一条寺友也 - 草川拓彌
- 陣野義昭 - 大浦龍宇一（日语：大浦龍宇一）
- 神山政紀 - 岡田浩暉（日语：岡田浩暉)）（13 - 16）
- /安德羅伊德·OneZero瑪娜 - 最上Moga
- 石動美鈴 - 宮武美櫻（回想（1,4）,9,16）
- 渡會健太 - 大野瑞生（日语：大野瑞生）（回想（4）,16）
- 久野千草 - 雲母（演員）（日语：雲母 (女優)）（回想（4）,12,16）
- 咲夜 - 小池里奈
- 雷比 - 山田日向（日语：山田日向）
- 陽愛 - 春川芽生（6,7,15,16）
- 卡姆辛 - 斎藤洋介（日语：斎藤洋介）
- 基薩拉女王 - 山本未來

客演
- 現場作業員 - 新虎幸明（日语：新虎幸明）（1）
- 八百屋店主 - 剛州（日语：剛州）（2）
- 市民 - 沢和希（日语：沢和希）、山口知紗（日语：山口知紗）（2）
- UPG一般隊員 - 川島雄作（日语：川島雄作）（2）、矢崎大貴（5）
- 雑貨店主 - 五辻真吾（日语：五辻真吾）（3）
- 維多利亞時代的守門人 - 白神允（日语：白神允）（3,4）
- 公園裡的孩子們 - 巨勢竜也（日语：巨勢竜也）、伊藤駿、柄沢晃希、中田悠太、細川晴太、石井陽（4）
- 詩織 -  米田弥央（日语：米田弥央）（5,16）
- 詩織的丈夫 - 関口あきら（5）
- 看護師 - 荒木めぐみ（5）
- 醫生 - 金井希介（5）、 芹沢礼多（日语：芹沢礼多）（16）
- 陽愛的父親 - たんぽぽおさむ（6）
- 陽愛（少女時期） - 本間菜穂（日语：本間菜穂）（6）
- 勝利聖域戰士 - 千葉誠樹（日语：千葉誠樹）、辰巳直人（6）
- 翔（少年時期） - 溝口怜冴（日语：溝口怜冴）（10）
- 吉田 - 中村靖日（日语：中村靖日）（11）
- 智- 小美野来希（日语：小美野来希）（11）
- アクマニヤ星人ムエルテ（SD） - 植木紀世彦（日语：植木紀世彦）（11）
- 智的母親 - 海島雪（日语：海島雪）（11）
- 壞風青年 - 佐藤匡泰（日语：佐藤タダヤス）（11）
- 中年女性 - 四戶景子（日语：しのへけい子）（11）
- 武史 - 古島裕大（11）
- 清志 - 藤木夢現（11）
- 公寓房客 - 福鬆美ふくまつみ（日语：福鬆美ふくまつみ）（11）
- 公寓房東 - 原知佐子（日语：原知佐子）11）
- 女高中生 - 大塚佳奈江（11[8]）
- 丹葉 - 塩塚晃平（日语：しおつかこうへい）（12）
- 健 - TAKERU（日语：TAKERU (歌手)）（12,16）
- 千秋 - 瀬下千晶（日语：Voyager (音楽ユニット)#メンバー）（12,16）
- 丹葉的朋友們 - 古谷朋弘（日语：古谷朋弘）、佐丸徹、浪川大輝、日下穣地（12）
- 雫之丘市民 - 中野貴雄、春咲小紅、開田裕治（日语：開田裕治）、開田あや、寒河江弘（日语：寒河江弘）、飯塚貴士、波多野美希（日语：波多野美希）、イマニシケンタ（日语：イマニシケンタ）、科楽特奏隊（12[9]）
- 神山的部下 - 渡辺航（日语：渡辺航）、青柳信孝（日语：青柳信孝）（13,14）
- 新隊員 - 和田亮太、野川慧（日语：野川慧）、吉田興平（日语：吉田興平）、汐谷恭一（日语：汐谷恭一）（13,14）
- 辦公室工作人員- 秋枝直樹（日语：秋枝直樹）（15,16）
- 母親 - 太田美恵（日语：太田美恵）（15,16）
- 女子 - 大庭愛未（日语：大庭愛未）（15,16）
- 赤（詩織的兒子） - 工藤雄二郎（16）

聲演
- 切爾布星人艾克塞 - 江口拓也
- 超人力霸王銀河 / 暗黑路基艾爾 - 杉田智和
- 超人力霸王太郎 - 石丸博也
- 嘎次星人博爾斯特 - 金子冬青（日语：かねこはりい）（3 - 13）
- 異次元人亞波人 - 玄田哲章（5）
- 梅特龍星人傑斯 - しおつかこうへい（12）
- 傑頓星人貝爾梅 - 小野友樹（14,16）
- 納克爾星人格雷 - 平野勲人（日语：平野勲人）（16）
- 巴爾基星人 - 橋本達也（日语：橋本達也）（16）
- 伊卡魯斯星人 - 関智一（16）
- 銀河火花音声 - 川原慶久

戲服演員
- 寺井大介（日语：寺井大介）
- 岩田栄慶（日语：岩田栄慶）
- 横尾和則（日语：横尾和則）
- 力丸佳大（日语：力丸佳大）
- 桑原義樹（日语：桑原義樹）
- 新井宏幸（日语：新井宏幸）
- 岡部暁（日语：岡部暁）
- 石川真之介（日语：石川真之介）
- 稲庭渉（日语：稲庭渉）
- 安達仁美（日语：安達仁美）
- 矢崎大貴
- 福島弘之
- 福田憲文
- 梶川賢司（日语：梶川賢司）
- 佐野悠人
- 川手利文（日语：川手利文）
- 戸田健
- 谷山尚美
- 中山甲斐
- 翁長卓
- 山口仁美
- 福島龍成

## 各話標題

### 前半段
| 播放日期      | 話數 | 日本原文標題 | 中文標題         | 登場怪獸、宇宙人                                                                                    | 編劇     | 監督     |
| ------------- | ---- | ------------ | ---------------- | --------------------------------------------------------------------------------------------------- | -------- | -------- |
| 2014年7月15日 | 01   |              | 開闢的力量       | - 地底聖獸謝帕頓 - 骷髏怪獸EX雷德王                                                                 | 小林雄次 | 坂本浩一 |
| 2014年7月22日 | 02   |              | 銀河vs勝利       | - 宇宙怪獸艾雷王                                                                                    | 中野貴雄 | 坂本浩一 |
| 2014年7月29日 | 03   |              | 孤高的戰士       | - 宇宙機器人金古橋特裝型 - 無雙鐵神英普萊扎 - 分身宇宙人嘎次星人博爾斯特 - 超人力霸王太郎           | 三好昭央 | 坂本浩一 |
| 2014年8月5日  | 04   |              | 強大的意義       | - 地底聖獸謝帕頓 - 岩石怪獸薩德拉 - 地底怪獸古敦                                                    | 武井彩   | 石井良和 |
| 2014年8月12日 | 05   |              | 同伴與惡魔       | - 異次元宇宙人巨大亞波人 - 一角超獸巴克西姆                                                         | 小林弘利 | 石井良和 |
| 2014年8月19日 | 06   |              | 被遺忘的過去     | - 古代怪獸哥莫拉 - 超古代怪獸火焰哥爾贊                                                             | 黒沢久子 | 田口清隆 |
| 2014年8月26日 | 07   |              | 發動！電磁波作戰 | - 地底聖獸謝帕頓 - 分身宇宙人嘎次星人博爾斯特 - 奇獸眼Q - 超古代怪獸火焰哥爾贊 - 超合體怪獸法伊布王 | 林壯太郎 | 田口清隆 |
| 2014年9月2日  | 08   |              | 朝霞的死鬥       | - 地底聖獸謝帕頓 - 超合體怪獸法伊布王 - 骷髏怪獸EX雷德王 - 宇宙怪獸艾雷王 - 宇宙機器人金古橋特裝型  | 小林雄次 | 田口清隆 |

### 後半段
| 播放日期       | 話數 | 日本原文標題 | 中文標題       | 登場怪獸、宇宙人 | 編劇     | 監督     |
| -------------- | ---- | ------------ | -------------- | --- | -------- | -------- |
| 2014年11月4日  | 09   |              | 重獲的生命     | - 地底聖獸謝帕頓 - 分身宇宙人嘎次星人博爾斯特 - 宇宙大怪獸貝蒙斯坦 - 宇宙怪獸百慕拉 | 黒沢久子 | 石井良和 |
| 2014年11月11日 | 10   |              | 通向未來的聖劍 | - 地底聖獸謝帕頓 - 分身宇宙人嘎次星人博爾斯特 - 蛾超獸多拉格里 - 導彈超獸貝勞克恩 | 三好昭央 | 石井良和 |
| 2014年11月18日 | 11   |              | 眼Q之淚        | - 奇獸眼Q - 宇宙惡靈阿庫馬尼亞星人穆爾特 | 中野貴雄 | 田口清隆 |
| 2014年11月25日 | 12   |              | 為了與你相會   | - 分身宇宙人嘎次星人博爾斯特 - 無雙鐵神英普萊扎 - 分身宇宙人梅特龍星人傑斯 - 巨型魚獸佐亞穆魯奇                                                                                           | 林壯太郎 | 田口清隆 |
| 2014年12月2日  | 13   |              | 分裂!UPG       | - 火山怪鳥巴頓 - 分身宇宙人嘎次星人博爾斯 | 武井彩   | 小中和哉 |
| 2014年12月9日  | 14   |              | 復活的路基艾爾 | - 變身怪人傑頓星人貝爾梅 - 宇宙恐龍海帕杰頓（成蟲） - 黑暗魔神路基艾爾 - 超人力霸王太郎                                                                                                   | 小林雄次 | 小中和哉 |
| 2014年12月16日 | 15   |              | 生命之名的冒險 | - 超咆哮獸維克特路基艾爾 - 黑暗魔神路基艾爾 | 小林弘利 | 坂本浩一 |
| 2014年12月23日 | 16   |              | 賭上明天的戰鬥 | - 超咆哮獸維克特路基艾爾 - 黑暗魔神路基艾爾 - 幻覺宇宙人梅特龍星人傑斯 - 超人力霸王太郎 - 變身怪人傑頓星人貝爾梅 - 宇宙人巴爾基星人 - 異次元宇宙人伊卡爾斯星人 - 暗殺宇宙人納克爾星人格雷 | 中野貴雄 | 坂本浩一 |

## 主題曲

### 片頭曲
「英雄の詩」
作詞・作曲 - 高見沢俊彦 / 編曲 - 高見沢俊彦 with 本田優一郎 / 歌 - THE ALFEE

### 片尾曲
「キラメク未来 〜夢の銀河へ〜」
作詞 - 田靡秀樹 / 作曲・編曲 - 小西貴雄 / 歌 - ボイジャー feat.ウルトラマンギンガ

### 插入歌
「ウルトラマンビクトリーの歌」
作詞 - 岡崎聖 / 作・編曲 - 小西貴雄歌 - ボイジャー
（第1話、第2話、第4話、第10話使用）
「ウルトラマンギンガの歌」
作詞 - 田靡秀樹、岡崎聖 / 作・編曲 - 小西貴雄 / Guitar - 井上裕治（girl next door）
歌 - ボイジャー、千紗（girl next door）、湯舟春菜、竹内浩明、根岸拓哉、宮武美桜、大野瑞生、雲母、草川拓弥
（第1話、第3話、第15話使用）
「ウルトラマンギンガの歌 〜千草ver.〜」
歌 - 久野千草 feat.ボイジャー
（第12話、第13話、最終話使用）

## 電影
《超人力霸王銀河S:決戰！超人10勇士！》（日語ウルトラマンギンガS 決戦！ウルトラ10勇士！ 英語：Ultraman Ginga S The Movie
）為2015年圓谷製作公司製作的特攝片《超人力霸王銀河S》的劇場版電影。2015年3月14日於松竹配給並在日本上映。

#### 摘要
本部電影版為《銀河S》結局一年後的後日談，並敘述特蒐隊UPG成員們之後的生活及遭遇的全新危機。
另外從「舊平成系列」登場的8大代表戰士，和高斯人間體「春野武藏」的再度登場，和銀河、勝利兩位超人力霸王進行橫跨時空的集結。除了為舊平成及新生代間構成完美的銜接。同時還拉開了此後新生代系列作品的序幕。

#### 故事大綱
和平的歲月稍縱即逝，在超人力霸王銀河與超人力霸王勝利擊敗維克特路基艾爾的一年後，神秘的時空城突然在地球上空出現。而超時空魔神的「艾塔爾加」和異世界女戰士「阿蕾娜」則向前來調查的UPG成員誇下海口，要用手中的魔鏡封印所有的超人力霸王戰士。
小光及勝則前所未有的敵人陷入了苦戰。在戰鬥進入緊張之際，來自另一個宇宙的青年「春野武藏」和超人力霸王傑洛也協力作戰進來。當邪惡勢力終將面對全員十名超人力霸王戰士捍衛正義與和平之時。作為戰鬥主力的小光以及勝能否將銀河與勝利力量融合在一起呢？

#### 演員表
- 禮堂光 - 根岸拓哉
- 勝 - 宇治清高（日语：宇治清高）
- 阿蕾娜 - 小宮有紗
- 春野武藏 - 杉浦太陽

U.P.G
- 杉田亞里莎 - 滝裕可里（日语：滝裕可里）
- 陣野義昭 - 大浦龍宇一（日语：大浦龍宇一）
- 松本豪氣 - 加藤貴宏（日语：加藤貴宏）
- 一條寺友也 - 草川拓弥
- 咲夜 - 小池里奈
- 瑪娜 - 最上Moga

其他角色
- 基薩拉女王 - 山本未來（TV版片段出演）
- 阿蕾娜的母親 - 眞田惠津子（日语：眞田惠津子）

#### 聲演
- 超人力霸王傑洛- 宮野真守
- 超人力霸王迪卡 -村上永（日语：村上ヨウ）、真地勇志
- 超人力霸王帝納 - 鹤野刚士
- 超人力霸王蓋亞 - 吉岡毅志
- 超人力霸王納克斯 - 外島孝一（日语：外島孝一）
- 超人力霸王馬克斯 - 松本健太（日语：松本健太）
- 超人力霸王梅比斯 - 福山潤
- 超時空魔神-艾塔爾加 - 鈴木達央

#### 製作團隊
- 監督 - 坂本浩一
- 脚本 - 小林雄次、中野貴雄
- 監修 - 大岡新一
- 企劃 - 黒澤桂、片野良太、仲吉治人
- 製作統括 - 岡崎聖
- 製作人 - 北浦嗣巳
- 製作人監製 - 菊地英次
- 企画協力 - 渋谷浩康、仲井智徳、有澤亮哉
- 撮影監督 - 髙橋創
- 特殊撮影 - 西岡正樹
- 撮影助手 - 大城真輔、田中雅由
- 照明 - 武山弘道
- 美術 - 木場太郎
- 録音 - 廣木邦人
- 操演 - 根岸泉
- 場記 - 内田智美
- 剪輯 - 矢船陽介
- 助監督 - 小原直樹、越知靖
- 武術指導 - 岡野弘之
- 視覺効果 - 三輪智章
- 視覺效果調整 - 豊直康
- 特殊造形 - 潤淵隆文、品田冬樹
- 拋桿 - 空閑由美子
- 音楽 作・編曲 - 小西貴雄
- 管弦樂團編曲 - 原文雄
- 音楽制作 - 鈴木俊太郎（rooM78）
- 車輌協力 - 日産自動車
- 配給 - 松竹
- 製作 - 圓谷製作、萬代、萬代南夢宮藝術
- 「劇場版 超人力霸王銀河S」製作委員会

## 相關項目
- 超人力霸王銀河
- 特攝
- 圓谷製作

## 外部連結
- 《超人力霸王銀河S》官方網站 （页面存档备份，存于）（日語）
- 《超人力霸王系列》遊戲機台官網 （页面存档备份，存于）（日語）
- 《超人力霸王系列》萬代官網 （页面存档备份，存于）（日語）
- 《超人力霸王系列》官方推特 （页面存档备份，存于）（日語）